# Tohani
Tohani – wieś w Rumunii, w okręgu Prahova, w gminie Gura Vadului. W 2011 roku liczyła 188 mieszkańców.